# Silvana Tirinzoni
Silvana Tirinzoni (* 25. Juni 1979) ist eine Schweizer Curlerin. Sie spielt an der Position des Skip für den CC Aarau.

## Karriere
Tirinzoni gewann 1999 mit ihren Teamkolleginnen Michèle Knobel, Brigitte Schori und Martina von Arx die Curling-Juniorenweltmeisterschaften in Östersund. In den beiden Jahren davor war sie 6. (1998, als Skip) bzw. 7. (1997, als Ersatzspielerin im Team von Skip Bianca Röthlisberger).
2006 nahm Tirinzoni zum ersten Mal an der Weltmeisterschaft der Damen teil, belegte dort aber nur den 10. Platz. 2007 konnte sie sich bei der Weltmeisterschaft auf den 5. Platz verbessern. Bei der Europameisterschaft 2007 war sie als Ersatzspielerin im Team von Mirjam Ott dabei und wurde Vierte.
Ihre dritte Weltmeisterschaft spielte sie 2013; sie erreichte mit ihrem Team (Marlene Albrecht, Esther Neuenschwander, Sandra Gantenbein, Manuela Siegrist) den fünften Platz. Bei der letzten Austragung der Curling-Mixed-Europameisterschaft 2014 gewann sie mit Martin Rios, Romano Meier und Jenny Perret die Bronzemedaille.
Bei der Europameisterschaft 2017 führte sie ihre Mannschaft auf den vierten Platz. Im Oktober 2017 gewann sie den Schweizer Ausscheidungswettbewerb für die Teilnahme an den Olympischen Winterspielen 2018. Sie setzte sich mit ihren Mitspielerinnen Manuela Siegrist (Third), Esther Neuenschwander (Second) und Marlene Albrecht (Lead) gegen die Teams von Alina Pätz und Binia Feltscher durch und vertrat die Schweiz in Pyeongchang. Dort kam sie mit ihrem Team nach vier Siegen und fünf Niederlagen in der Round Robin auf den siebten Platz.
In der Saison 2018/19 tritt sie mit einem neu formierten Team an: Alina Pätz spielte als Fourth, Esther Neuenschwander als Second und Melanie Barbezat als Lead; Tirinzoni spielte als Skip auf der Position des Third. Mit diesem Team gewann sie bei der Europameisterschaft 2018 die Silbermedaille. Nach einer makellosen Round Robin und einem Sieg gegen das deutsche Team um Daniela Jentsch musste sie sich nur im Final den Schwedinnen mit Skip Anna Hasselborg geschlagen geben. Bei der Weltmeisterschaft 2019 gelang die Revanche: die schwedischen Curlerinnen wurden im Final mit 8:7 besiegt, was den Weltmeistertitel bedeutete.
Bei den Olympischen Winterspielen 2022 in Peking gewann das Schweizer Team zwar die Vorrunde, verlor dann aber zuerst den Halbfinal gegen Japan und später auch das Spiel um Bronze gegen Schweden um Skip Anna Hasselborg. Bei den Weltmeisterschaften im gleichen Jahr gewann Tirinzoni mit ihrem Team den Titel im Final gegen Südkorea. Dabei waren sie nach Kanada 2018 erst das zweite Team, das alle 14 WM-Spiele gewinnen konnte.
Tirinzoni nahm mit ihrem Team an vielen Turnieren der World Curling Tour teil. Folgende Turniere hat sie gewonnen: Red Deer Curling Classic (2011), Internationaler Berner Damen Cup (2013, 2016),  Womens Masters Basel (2013), Stockholm Ladies Cup (2013), Stu Sells Oakville Tankard (2014, 2016, 2017), Pomeroy Inn & Suits Prairie Showdown (2014), GSOC Tour Challenge Tier 1 (2015), Glynhill Ladies International (2016). In der Saison 2016/2017 wurde die verletzte Manuela Sigrist von Cathy Overton-Clapham als Third vertreten.
Tirinzoni vertrat die Schweiz bei den Europameisterschaften 2022. Zu ihrem neuformierten Team gehörten Alina Pätz, Carole Howald und Briar Schwaller-Hürlimann. Die Schweiz stiess bis ins Endspiel vor, unterlag dort jedoch dem Team aus Dänemark.
Mit demselben Team trat sie auch bei den Weltmeisterschaften 2023 im schwedischen Sandviken an. Die Schweiz gewann wie im Vorjahr alle ihre Spiele und holte sich den vierten Titel in Folge. Im Final wurde Norwegen mit 6:3 bezwungen. Es war dies der 35. Sieg in Serie an Weltmeisterschaften für das Schweizer Team. Das war weder bei den Frauen noch bei den Männern zuvor einem Team gelungen. Nach dem Turnier gab das Team die Trennung von Lead Briar Schwaller-Hürlimann bekannt. Nachfolgerin wurde Selina Witschonke.
Das neuformierte Team (Tirinzoni, Pätz, Howald, Witschonke) gewann Anfang November 2023 in Halifax ein Turnier, und wenige Tage später erreichte es beim National, dem zweiten von vier Grand-Slam-Events, den Halbfinal. Mit demselben Team gewann Tirinzoni im November 2023 in Aberdeen auch erstmals einen Europameistertitel. Die Schweizerinnen gewannen alle elf Spiele, was seit 2005 keinem Team mehr gelungen war.
Im Februar 2024 gewann sie mit dem CC Aarau gegen den CC Grasshoppers zum achten Mal die Schweizer Meisterschaft. Es war die erste Meisterschaft mit Selina Witschonke im Team.
Im März 2024 nahm das Team an der Weltmeisterschaft im kanadischen Sydney teil. Es gewann die ersten sechs Spiele, verlor aber im siebten Spiel gegen Kanada. Es war dies die erste Niederlage nach 42 Siegen bei WM-Spielen in Serie. Zuvor hatte das Team letztmals in der Round Robin des WM-Turniers 2021 in Calgary gegen Schweden verloren. Die Schweiz qualifizierte sich für das Finale, das sie wiederum gegen Kanada verlor. Nach vier Weltmeistertiteln in Folge, musste sich das Team mit der Silbermedaille begnügen. An der Europameisterschaft im November 2024 erreichte das Team wie im Vorjahr ungeschlagen den Final. Im Final besiegten die Schweizerinnen Schweden mit 8:4. Es war dies die achte Goldmedaille für ein Schweizer Team, wodurch die Schweiz im Medaillenspiegel an Deutschland vorbeizog und zur zweiterfolgreichsten Nation hinter Schweden aufstieg. Der Sieg im Finalspiel war zugleich der 22. EM-Sieg in Folge.
Im März 2025 nahm das Team an den Weltmeisterschaften in Uijeongbu teil. Es gewann die Gruppenphase mit elf Siegen und nur einer Niederlage und qualifizierte sich zum sechsten Mal in Folge für den Final, den es wie im Vorjahr gegen das kanadische Team um Skip Rachel Homan jedoch verlor. Drei Wochen später gewann das Schweizer Team gegen den gleichen Gegner den Final des Grand-Slam-Turniers in Toronto und konnte sich so für die Niederlage an der WM revanchieren. Die Schweizerinnen gewann das Saisonabschlussturnier zum zweiten Mal in Folge.

## Privatleben
Tirinzoni studierte an der Universität Zürich Betriebsökonomie und absolvierte eine Weiterbildung als Finanzanalytikerin und Vermögensberaterin. Sie arbeitete sieben Jahre als Projektmanagerin bei einer Bank, 2019 setzte sie ganz auf den Sport.